# Orenaia alpestralis
Orenaia alpestralis là một loài bướm đêm trong họ Crambidae.